# Сушани (Брянська область)
Сушани — село в Климовському районі Брянської області Росії. Входить до складу Новоропського сільського поселення.

## Історія
Під назвою Харашовка село відоме з середини ХІХ століття у складі Новозибківського повіту Чернігівської губернії. 20 листопада 1917 року село було оголошено частиною Сіверщини у складі УНР. 25 грудня 1917 року село включено до складу Української Радянської Республіки.
25 березня 1918 року згідно з Третьою Статутною грамотою село оголошувалось у складі Білоруської Народної Республіки. Проте до травня 1919 року воно входило до складу Чернігівської губернії УРСР, після чого було передано до Гомельської губернії РРФСР, а після ліквідації губернії в 1926 році — до Брянської губернії.
Із 1929 року в складі Клинцівського району, з 1932 року — Західної області, у 1937 році передано Орловській області. У 1944 році населений пункт увійшов до складу Брянської області.
У 2023 році в ході російського вторгнення в Україну Російський добровольчий корпус здійснював напад на село. 

## Географія
Село знаходиться в південно-західній частині Брянської області, в зоні хвойно-широколистяних лісів, в межах Поліської низовини, при автодорозі 15К-1212, на відстані приблизно 18 кілометрів (по прямій) на південний схід від Климово (адміністративного центру району). Абсолютна висота — 145 метрів над рівнем моря.

## Населення
| 2010 | 2013 |
| ---- | ---- |
| 200  | ↘180 |

### Національний склад
Згідно з результатами перепису 2002 року, у національній структурі населення росіян становили 96 % з 269 осіб.